# Liberalų ir centro sąjunga
Die Liberalų ir centro sąjunga (LiCS, deutsch: Liberale und Zentrumsunion) war eine liberale politische Partei in Litauen. Sie fusionierte 2014 mit TAIP zu Lietuvos laisvės sąjunga (liberalai).

## Geschichte
Die Partei wurde 2003 durch die Fusion der Parteien Lietuvos liberalų sąjunga (LLS),  Lietuvos centro sąjunga (LCS) und der Moderniujų krikščionių demokratų sąjunga (MKDS) gebildet. Die Partei wurde vom früheren Vilniusser Bürgermeister Artūras Zuokas geleitet.
Bei der Wahl zum Europäischen Parlament im Juni 2004 erreichte die Partei 11,2 % der Stimmen und stellte damit zwei Abgeordnete im Europäischen Parlament.
Bei den Parlamentswahlen im Oktober 2004, erzielte die Liberalų ir centro sąjunga 9,1 % der Stimmen und gewann 18 der 141 Sitze (davon 11 Direktmandate). Ein unabhängiger Abgeordneter schloss sich der Fraktion an. Ein Jahr später, im Oktober 2005, verließen 9 Seimas-Abgeordnete aus Verärgerung über den von Korruptionsvorwürfen belasteten Vorsitzenden Zuokas die Fraktion und gründeten die Fraktion der Liberalen Bewegung und am 25. Februar 2006 die Partei Liberale Bewegung der Litauischen Republik (LRLS).
Trotz dieser Schwächung konnte die LiCS bei den Kommunalwahlen im Februar 2007 ein gutes Ergebnis erzielen. Sie kam landesweit auf 11,1 % der Stimmen und anteilig ebenso viele Mandate (182). So stellt sie u. a. die Bürgermeister von Klaipėda (22 % der Stimmen), Šiauliai und Tauragė. In der Hauptstadt Vilnius erreichte die Partei zwar 16 % der Stimmen und 9 der 51 Mandate, ihr Parteivorsitzender Artūras Zuokas wurde jedoch nicht als Bürgermeister wiedergewählt.
Im Rahmen der Verhandlungen nach dem Verlust der Regierungsmehrheit im Mai 2006 erklärte sich die LiCS bereit, sich an einer Mitte-links-Minderheitsregierung zu beteiligen. Sie stellte ab 4. Juli 2006 zwei Minister im Kabinett Kirkilas: den Innenminister Raimondas Šukys (ab 17. Dezember 2007 Regimantas Čiupaila) sowie den Kulturminister Jonas Jučas.
Bei den Parlamentswahlen in Litauen 2008 kam die LiCS nur um Haaresbreite über die 5 %-Hürde (5,3 %) und erhielt 8 Sitze (davon 3 Direktmandate) im Seimas. Ein Unabhängiger schloss sich der LiCS-Fraktion an. Die Zentrumsunion beteiligte sich erneut an der Regierung, diesmal eine Mitte-rechts-Koalition unter Führung des konservativen Vaterlandsbunds. Sie stellte im Kabinett von Andrius Kubilius die Minister für Gesundheit, Algis Čaplikas, und für Inneres, Raimundas Palaitis. Vier Jahre später konnte die LiCS nur noch 2,1 % der Stimmen erringen und schied aus dem Parlament aus.
Die Liberale und Zentrumsunion war Mitglied der Liberalen Internationalen und der Europäischen liberalen demokratischen und Reformpartei. 